# Juan de Castillo
Juan de Castillo, João de Castilho en portugués (Trasmiera, Cantabria, 1470 - Tomar, Portugal, 1552), fue un arquitecto español del siglo XVI. Está especialmente reconocido en Portugal, país en el que desarrolló la parte más importante de su obra, como el más grande arquitecto de la época y uno de los más grandes de Europa. Intervino, entre otras muchas obras, en la dirección de cinco monumentos declarados Patrimonio Cultural de la Humanidad por la Unesco. Fue además, el primer español en recibir la mayor condecoración portuguesa, al ser nombrado Caballero de la Orden de Cristo.

## Primeros pasos en España
Juan de Castillo nació en el pueblo de Castillo Siete Villas de Arnuero, en la comarca de Trasmiera (Cantabria), una región con una rica tradición arquitectónica donde convivían maestros canteros, arquitectos y campaneros.
Inició su carrera trabajando en las mejoras de la catedral de Burgos y posteriormente se trasladó a Sevilla para encargarse de la construcción de su catedral. Fue en esta ciudad donde fue convocado por el arzobispo de Braga, Diogo de Sousa, en 1507, para participar en la dirección de la construcción de la Capilla Mayor de la catedral de Braga.

## El arquitecto de Portugal: Juan de Castillo
Después de trabajar en la catedral de Braga por orden del arzobispo de la ciudad, pasó a dirigir las obras de la iglesia de Vila do Conde. En 1515, viajó a Tomar, donde se encargó de dirigir las obras del Convento de Cristo. Allí, diseñó la famosa puerta de estilo manuelino de la iglesia del convento y estuvo a cargo intermitentemente de las obras del edificio hasta su muerte en 1553.
En 1516, sucedió a Diogo Boitaca en la dirección de la construcción del monasterio de los Jerónimos de Belém, considerada por muchos como su obra maestra. Destacan en el monasterio el pórtico sur, la bóveda del crucero, las columnas que soportan el extraordinario techo de la iglesia, el transepto, entre otros elementos. También diseñó el claustro y la sacristía, influenciados por el estilo bizantino.
En 1519, estuvo al mando de las obras en el monasterio de Alcobaza. En 1528, fue designado por el rey de Portugal como maestro de obras del monasterio de Batalha, donde dejó su huella en las famosas capillas imperfectas.
En el ámbito de la arquitectura militar, en 1541, se encargó de dirigir la fortificación de Mazagán (actualmente El Yadida, en Marruecos).
Su extraordinaria capacidad le permitió dirigir simultáneamente muchas de sus obras. Alternaba periodos de dirección en los Jerónimos con la construcción de la sacristía y el segundo piso del claustro de la Real Abadía de Santa María de la Alcobaza.
En la última etapa de su vida, regresó a Tomar para cumplir encargos del rey Juan III, trabajando en obras con una marcada decoración renacentista. Allí falleció en 1553, dirigiendo hasta el último día de su vida las obras del Convento de Cristo.
El compositor y pianista indonesio Ananda Sukarlan compuso "Castillo Reconstruido" en 2022 para conmemorar su 550.º aniversario, por encargo del Concurso Internacional de Música de Cámara de Arnuero de España. La pieza de 10 minutos es para piano, acordeón, violonchelo y clarinete.

## Patrimonio de la Unesco
Juan de Castillo cuenta entre sus obras con cinco monumentos catalogados como Patrimonio de la Humanidad de la Unesco:
- El Convento de Cristo en Tomar.
- El monasterio de los Jerónimos de Belém en Lisboa.
- La fortaleza de Mazagón en el actual El Yadida (Marruecos).
- El monasterio de Batalha.
- La Real Abadía de Santa María de Alcobaza.

## Galería

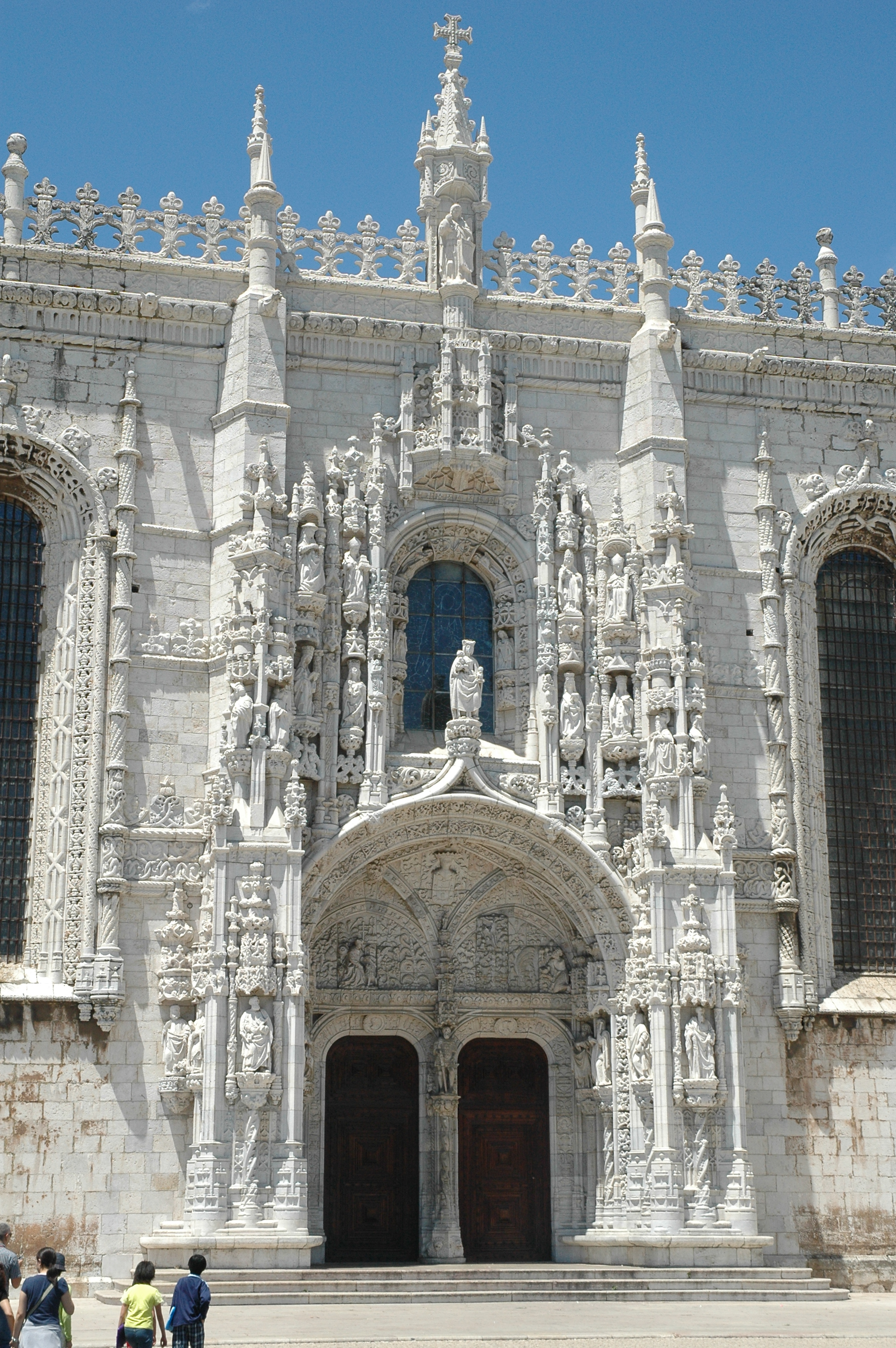
Jerónimos. Decoración de estilo Manuelino del portal sur.
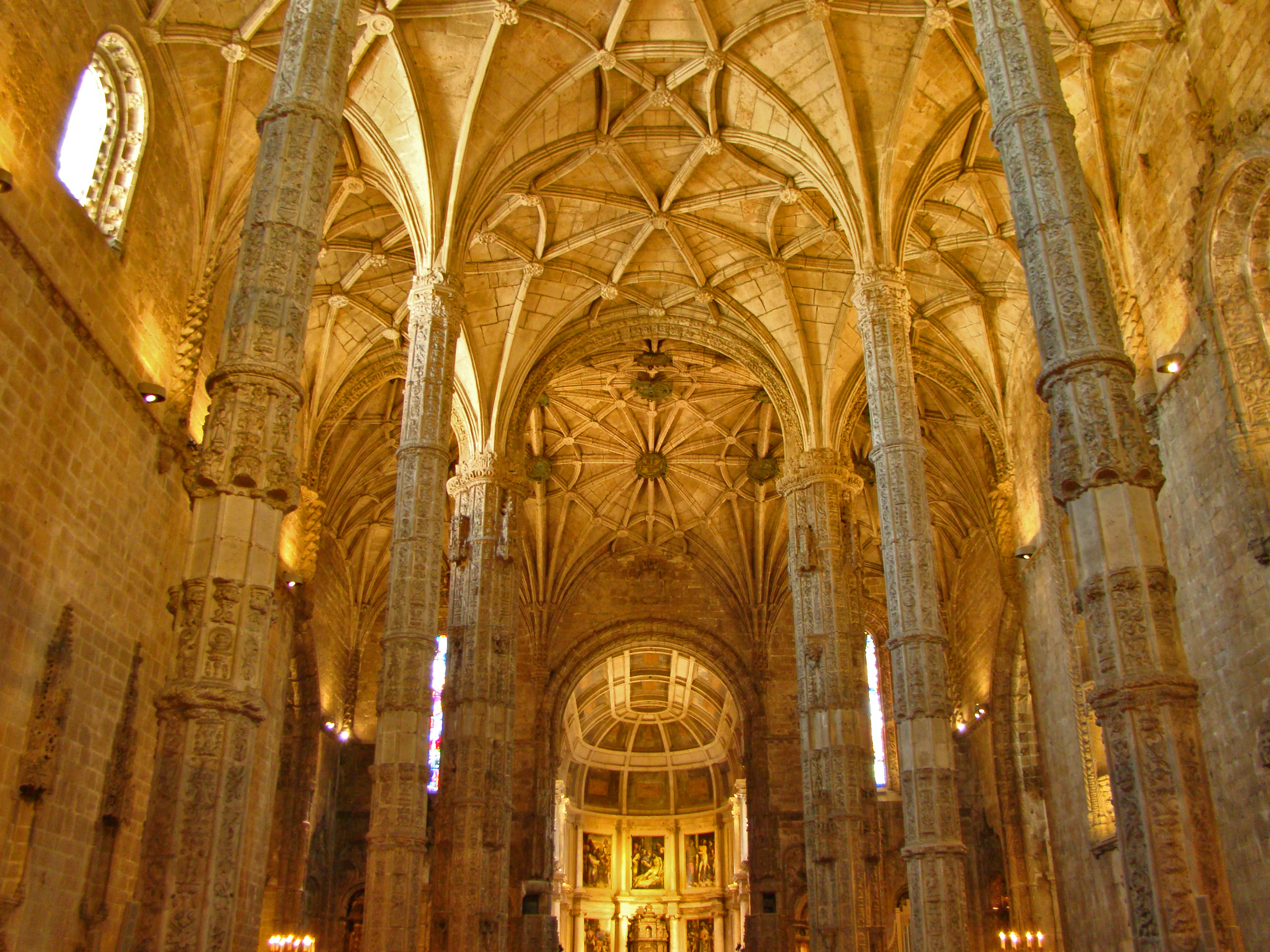
Jeróminos. Vista de la bóveda.
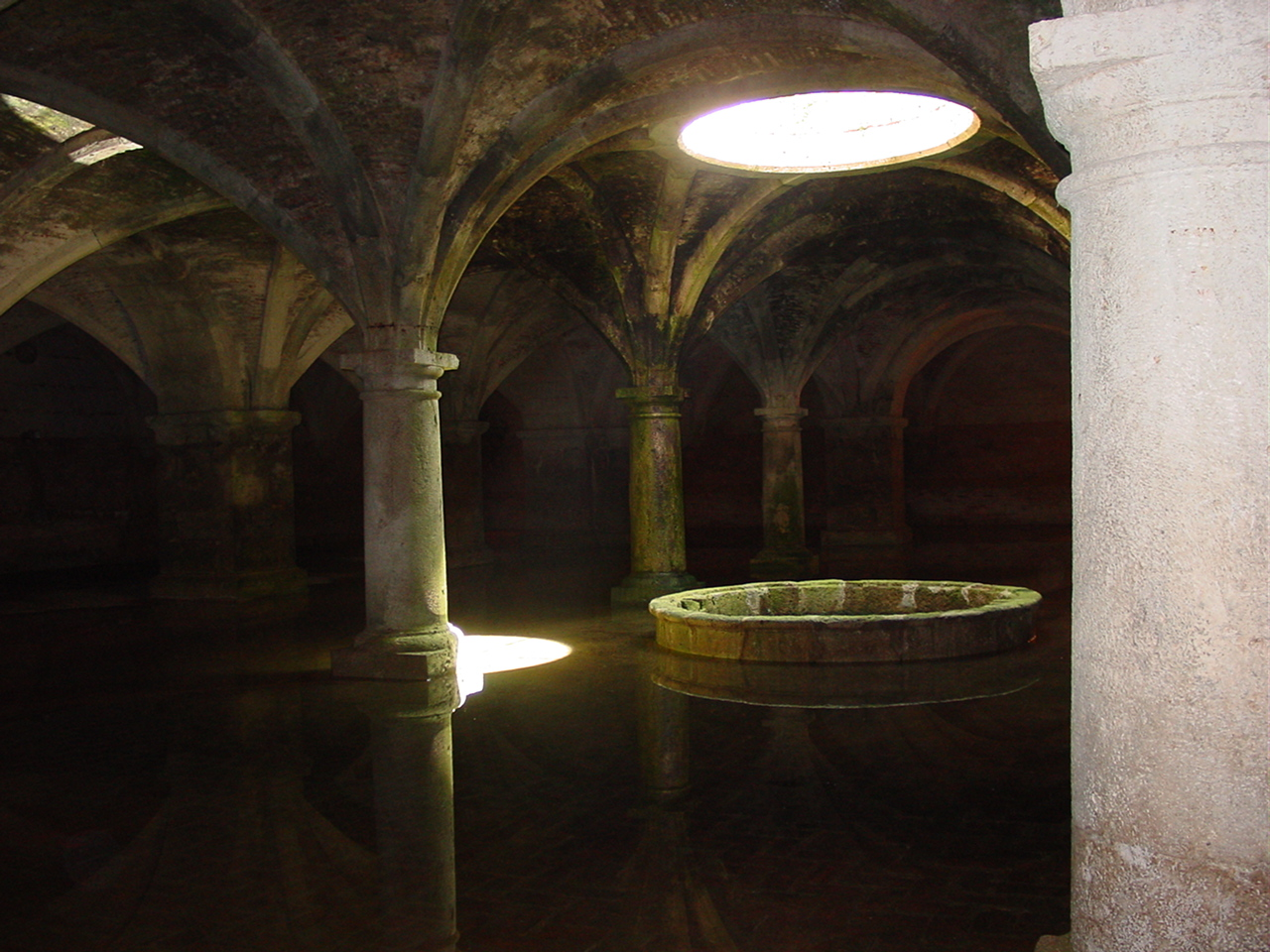
Cisterna de la fortaleza de El Jadida.
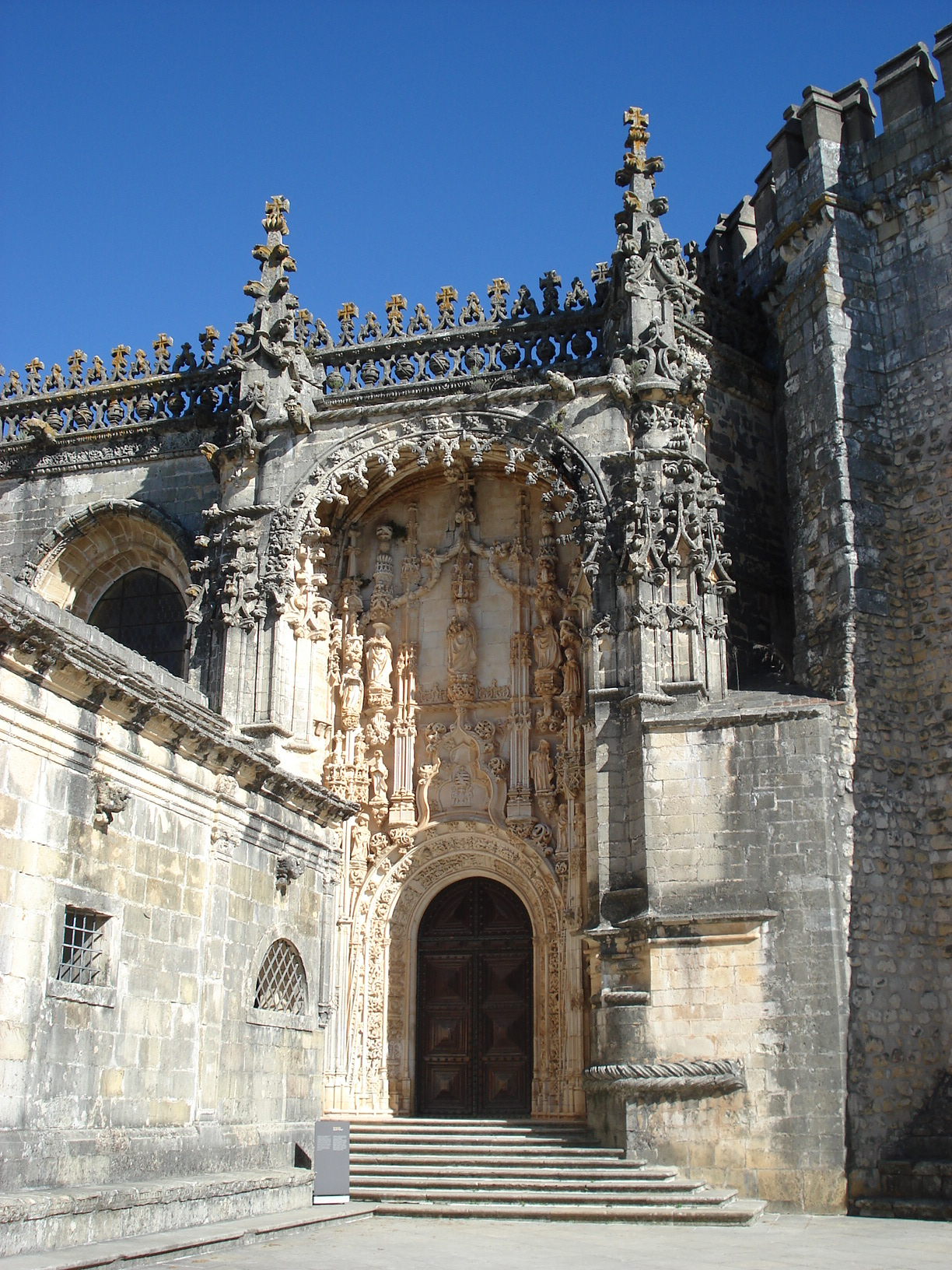
Convento de Cristo (Tomar). Portal lateral.
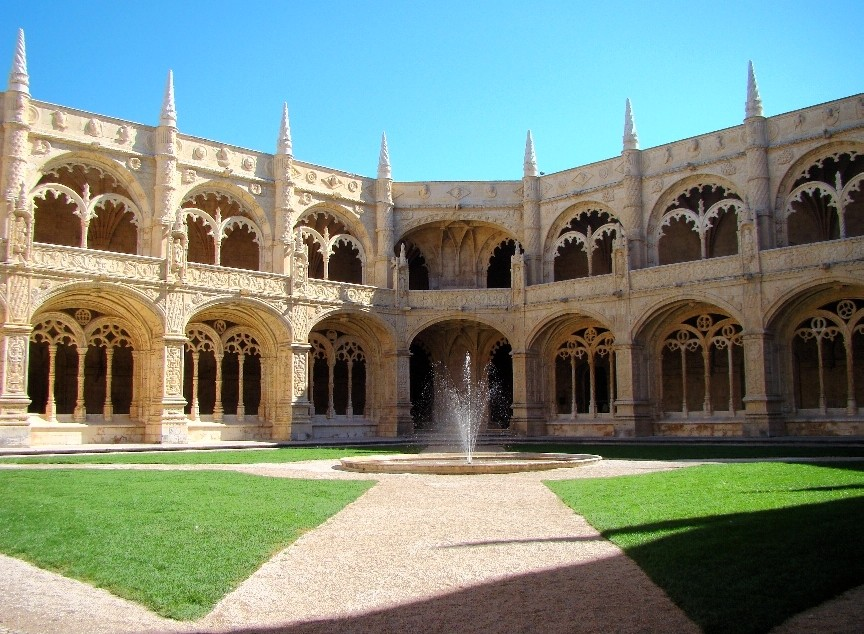
Claustro de los Jerónimos.